# Down (canción de Blink-182)
«Down» es una canción interpretada por la banda estadounidense Blink-182. Es el tercer sencillo del álbum Blink-182, siendo lanzado el 22 de junio de 2004. «Down» fue la décima y última canción de la banda en alcanzar las diez primeras posiciones de la lista Alternative Songs, antes de su ruptura, también llegó a la lista inglesa UK Singles Chart en el puesto número veinticuatro. «Down» se encuarta en el videojuego Rock Band como contenido descargable.

## Antecedentes
De acuerdo con el guitarrista de la banda, Tom DeLonge, la canción surgió de una imagen que él tenía en su cabeza sobre una chica y un chico en un auto, durante un día lluvioso. También dice que esta canción era una «oda» a la exnovia de Mark Hoppus, antes de que él conociera a su esposa. Un arreglo alternado de la canción está disponible en la segunda versión del sencillo, denominado «T.L.A. Arrangement», que la llevó a cabo el mezclador de la canción Tom Lord-Alge. Es ligeramente diferente, con un final prolongado, donde la voz de Hoppus es cantada en el coro instrumental principal.

## Vídeo musical
El video musical empieza con imágenes aéreas de Los Ángeles, mientras la banda está tocando en una fiesta. Un policía, interpretado por el actor Terry Crews, entra a la fiesta en busca de un miembro de una pandilla, el cual se escapa y después la policía empieza a seguirlo. El baterista de la banda, Travis Barker, grabó el video con un pie fracturado.

## Formatos
| Sencillo en CD — 1 |                                  |          |  |
| N.º                | Título                           | Duración |  |
| 1.                 | «Down»                           | 3:12     |  |
| 2.                 | «I Miss You» (James Guthrie Mix) | 4:38     |  |
| 3.                 | «Down» (video musical)           | 3:32     |  |

| Sencillo en CD — 2 |                         |          |  |
| N.º                | Título                  | Duración |  |
| 1.                 | «Down»                  | 3:14     |  |
| 2.                 | «Down» (arreglo T.L.A.) | 3:40     |  |
| 3.                 | «Down» (video mejorado) | 3:21     |  |
| 4.                 | «detrás de escenas»     | 5:16     |  |

| Vinilo de siete pulgadas |                            |          |  |
| N.º                      | Título                     | Duración |  |
| 1.                       | «Down» (versión del álbum) | 3:12     |  |

## Posicionamiento en listas
| Australia      | Australian Singles Chart | 35 |
| Alemania       | German Singles Chart     | 76 |
| Estados Unidos | Alternative Songs        | 10 |
| Reino Unido    | UK Singles Chart         | 24 |